# 沼崎山遺跡
座標: 北緯38度35分20.6秒 東経141度15分5.5秒 / 北緯38.589056度 東経141.251528度

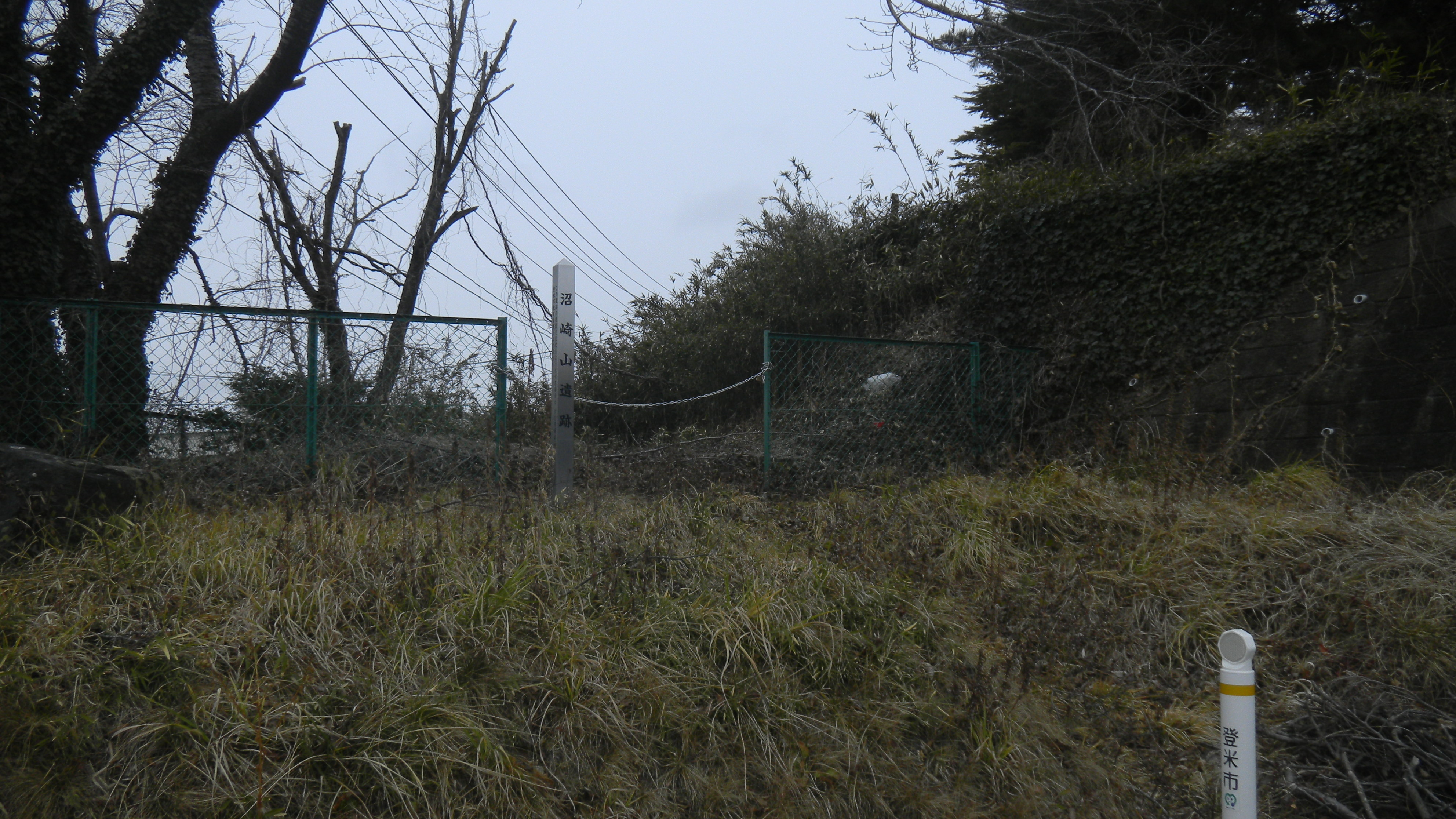
沼崎山遺跡

沼崎山遺跡（ぬまさきやまいせき）は、宮城県登米市豊里町に所在する縄文時代、平安時代、中世にわたる複合遺跡である。1977年（昭和52年）3月20日、当時の豊里町指定史跡に指定され、市町村合併による登米市発足後も引き続き同市指定史跡に指定されている。

## 概要
登米市豊里町の北東部にある、最高標高約100メートルを測る丘陵地帯の南西端に立地する。標高は約26メートル。低地の水田面との比高は約10メートルを測る。
1978年（昭和53年）10月から12月にかけて、豊里町統合小学校建設事業に伴い、校舎建設予定地部分および工事用道路部分にあたる面積約5400平方メートルの範囲を、宮城県教育庁文化財保護課が発掘調査した。その結果、経塚、竪穴建物跡、掘立柱建物跡、焼土遺構、土壙、井戸跡、溝、ピット群が検出された。

### 竪穴建物跡
竪穴建物跡は6棟、丘陵の東および南斜面に造られていた。平面形は方形を基調としており、規模は、一辺2メートル前後の小型のものと、7メートルに達する大型のものがあった。いずれの建物跡も周溝がめぐり、カマドが付設されていた。平安時代のものと推定されている。

### 掘立柱建物跡
掘立柱建物跡は5棟、大きな方形の掘方をもつものが2棟あった。 

### 焼土遺構
焼土遺構は1基で、平面形は、長軸1.8メートル、短軸0.8メートルの南北に長い長方形、残存壁高は約10センチメートルであった。堆積土中から、土師器片、須恵器片が出土した。 

### その他の遺構
- 土壙が7基検出され、そのうちの3基は縄文時代のものと推定されている。
- 平面が円形の素掘りの井戸跡が3基
- 溝が8本

## 所在地
- 〒987-0357 宮城県登米市豊里町蕪木90-1

## アクセス
- 三陸沿岸道路桃生豊里インターチェンジから車で7分
- 東日本旅客鉄道陸前豊里駅から、徒歩10分[1]